# Goupillières (Yvelines)
Goupillières és un municipi francès, situat al departament d'Yvelines i a la regió de Illa de França. L'any 2007 tenia 432 habitants.
Forma part del cantó d'Aubergenville, del districte de Rambouillet i de la Comunitat de comunes Cœur d'Yvelines.

## Demografia

### Població
El 2007 la població de fet de Goupillières era de 432 persones. Hi havia 156 famílies, de les quals 32 eren unipersonals (16 homes vivint sols i 16 dones vivint soles), 44 parelles sense fills, 64 parelles amb fills i 16 famílies monoparentals amb fills.
La població ha evolucionat segons el següent gràfic:
Habitants censats

### Habitatges
El 2007 hi havia 195 habitatges, 158 eren l'habitatge principal de la família, 26 eren segones residències i 11 estaven desocupats. 192 eren cases i 2 eren apartaments. Dels 158 habitatges principals, 139 estaven ocupats pels seus propietaris, 10 estaven llogats i ocupats pels llogaters i 9 estaven cedits a títol gratuït; 5 tenien dues cambres, 16 en tenien tres, 15 en tenien quatre i 122 en tenien cinc o més. 147 habitatges disposaven pel capbaix d'una plaça de pàrquing. A 54 habitatges hi havia un automòbil i a 99 n'hi havia dos o més.

### Piràmide de població
La piràmide de població per edats i sexe el 2009 era:
| Homes | Edats   | Dones |
| ----- | ------- | ----- |
| 0     | 95 o +  | 8     |
| 0     | 90 a 94 | 0     |
| 0     | 85 a 89 | 0     |
| 0     | 80 a 84 | 0     |
| 4     | 75 a 79 | 4     |
| 12    | 70 a 74 | 4     |
| 8     | 65 a 69 | 4     |
| 12    | 60 a 64 | 8     |
| 8     | 55 a 59 | 12    |
| 24    | 50 a 54 | 16    |
| 16    | 45 a 49 | 16    |
| 12    | 40 a 44 | 20    |
| 20    | 35 a 39 | 8     |
| 16    | 30 a 34 | 12    |
| 4     | 25 a 29 | 8     |
| 8     | 20 a 24 | 4     |
| 28    | 15 a 19 | 16    |
| 8     | 10 a 14 | 12    |
| 16    | 5 a 9   | 12    |
| 16    | 0 a 4   | 8     |

## Economia
El 2007 la població en edat de treballar era de 294 persones, 216 eren actives i 78 eren inactives. De les 216 persones actives 207 estaven ocupades (117 homes i 90 dones) i 9 estaven aturades (2 homes i 7 dones). De les 78 persones inactives 25 estaven jubilades, 31 estaven estudiant i 22 estaven classificades com a «altres inactius».

### Ingressos
El 2009 a Goupillières hi havia 161 unitats fiscals que integraven 460 persones, la mediana anual d'ingressos fiscals per persona era de 28.792 €.

### Activitats econòmiques
Dels 26 establiments que hi havia el 2007, 3 eren d'empreses de fabricació d'altres productes industrials, 7 d'empreses de construcció, 2 d'empreses de comerç i reparació d'automòbils, 2 d'empreses d'informació i comunicació, 2 d'empreses financeres, 2 d'empreses immobiliàries, 6 d'empreses de serveis i 2 d'empreses classificades com a «altres activitats de serveis».
Dels 9 establiments de servei als particulars que hi havia el 2009, 1 era un paleta, 1 fusteria, 3 lampisteries, 2 empreses de construcció, 1 perruqueria i 1 saló de bellesa.
L'any 2000 a Goupillières hi havia 5 explotacions agrícoles.

## Equipaments sanitaris i escolars
El 2009 hi havia una escola elemental.

## Poblacions més properes
El següent diagrama mostra les poblacions més properes.